# Piroska Apró
Piroska Anna Apró [ˈpiroʃka ˈaproː]IPA (maďarsky Apró Piroska Anna; * 6. března 1947, Budapešť) je maďarská komunistická ekonomka, státní úřednice, po roce 1989 také bankovní ředitelka a podnikatelka, hospodářská a politická manipulátorka, známá především jako dcera komunistického nomenklaturního politika Antala Apró, matka levicové političky Kláry Dobrev a tchyně kontroverzního levicového premiéra Ference Gyurcsánye.

## Biografie
V roce 1965 odmaturoval a započala studia na Marx Károly Közgazdaságtudományi Egyetem (dnes Budapesti Corvinus Egyetem), kde roku 1969 získala diplom z mezinárodních vztahů. Po ukončení studií byla zaměstnána v Irodatechnikai Gépipari Vállalat, poté v roce 1970 začala pracovat na ministerstvu zahraničního obchodu, později jako tajemnice obchodního zastoupení MLR v bulharské Sofii. V roce 1974 přešla na oddělení zahraničního obchodu podniku Videoton, kde se nejprve stala vedoucí oddělení a poté zástupcem ředitele pro výpočetní techniku. V roce 1980 se vrátila na oddělení zahraničního obchodu při maďarském velvyslanectví v Sofii. V letech 1981 až 1988 opět pracovala na ministerstvu zahraničního obchodu, nejprve jako zástupce vedoucího odboru, poté jako vedoucí odboru pro východní Evropu. V letech 1988 až 1990 byla náměstkyní ministra obchodu.
Po pádu komunismus v Maďarsku se stala obchodní náměstkyní generálního ředitele společnosti Videoton, poté v roce 1991 jednatelkou společnosti Kossuth Kereskedőház Kft. a v letech 1992 až 1994 byla jednatelkou společnosti Realiza Kft. Mezi červencem a listopadem roku 1994 byla státní tajemnicí na úřadu předsedy vlády tehdejšího levicového premiéra a bývalého komunisty Gyuly Horna (MSZP). V roce 1995 byla zvolena předsedkyní představenstva Magyar Hitelbank Rt. V letech 1997 až 1998 zastávala podobnou funkci ve společnosti Hungexpo Rt., poté krátce v roce 1998 v Magyar Export-Import Bank Rt. V letech 2002 až 2003 zastávala funkci prezidentky společnosti Budapest Airport Rt. Kromě toho se také stala členkou dozorčí rady společnosti svého zetě Altus Rt. V květnu 2003, kdy byl Ferenc Gyurcsány jmenován ministrem mládeže a tělovýchovy, Piroska Apró rezignovala na funkci předsedkyně představenstva Budapest Airport Rt. a na všechny své funkce ve státních podnicích.

## Soukromý život
Jejím otcem byl maďarský komunistický politik Antal Apró, příslušník komunistické  nomenklatury aktivně se podílející na potlačení protikomunistického povstání v roce 1956 a osobně dohlížející na vykonstruovaný proces s Imre Nagyem a jeho revolučními spolupracovníky v roce 1958.
Jejím manželem byl bulharský dopravní inženýr Péter Dobrev (bulharsky Petar Dobrev), který zemřel v roce 2002. S ním má dceru Kláru Dobrev (v médiích přezdívanou jako „maďarská Elena Ceaușescu“), která se v roce 1994 provdala za levicového politika Ference Gyurcsánye, jež byl kontroverzním premiérem Maďarska mezi lety 2004 až 2009.